# Олександр (Петровський)
Архієпископ Олександр (в миру Олександр Феофілович Петровський, 23 серпня 1851, Луцьк — 12 травня 1940, Харків) — російський релігійний діяч. Випускник Волинської духовної семінарії РПЦ. Настоятель Лубенського Спасо-Преображенського монастиря РПЦ. У часи антирелігійного терору в СССР — єпископ Російської православної церкви; з 20 травня 1937 року архієпископ Харківський. Жертва більшовицького терору.
У 2000 зарахований у лику святих РПЦ.

## Життєпис

### Катехит
Народився в родині диякона РПЦ. Закінчивши чотири класи Волинської духовної семінарії РПЦ, багато років учителював у народних школах.

### Монах
1900  пострижений у чернецтво в Донському монастирі Москви і висвячений у сан ієромонаха; згодом возведений у сан архімандрита та призначений намісником Мгарського монастиря.
З 1903 — економ і скарбник Туркестанського архієрейського будинку, член Туркестанського єпархіального вчительського ради, Духовної консисторії і Палестинського Товариства. З 1906 — скарбник Успенського монастиря в м. Жировичі Гродненської єпархії. З 1910 — настоятель Лубенського Спасо-Преображенського монастиря РПЦ. Від грудня 1917 — настоятель Псково-Печерського монастиря.

### Служіння на Полтавщині
У 1918 переїхав до Полтави, жив за архієпископа Феофана (Бистрова).
З 1919 — настоятель скитської церкви Козельщанського Різдва Богородиці жіночого монастиря Полтавської губернії. Згодом — духівник скиту, утвореного частиною черниць монастиря в районі річки Псел. Володів прекрасним тенором, любив спів і умів надихнути народ на загальний спів. Служба відбувалася ревно, за статутом, всеношна тривала не менше чотирьох годин — і проходила з величезним піднесенням. У 1932 скит закрито радянською владою.
У 1932 — намісник Києво-Миколаївського монастиря РПЦ.

### Архієрей

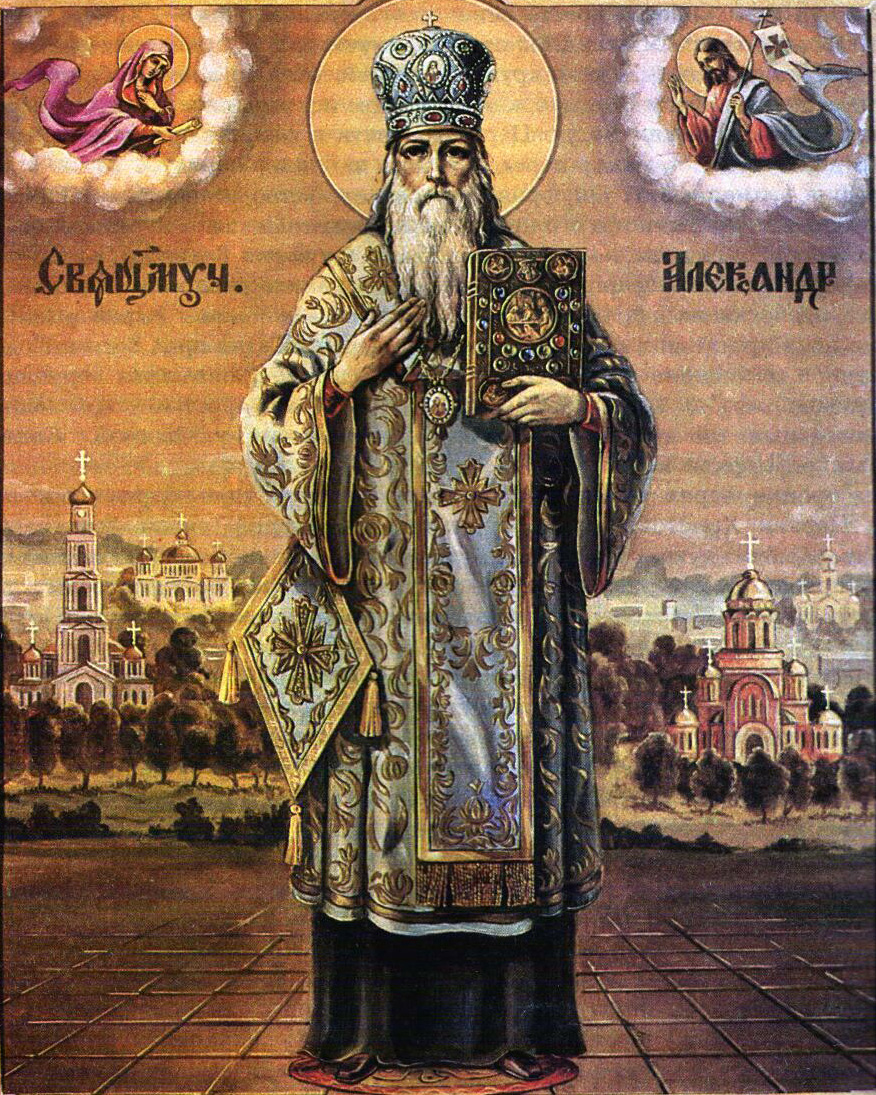
Священномученик Олександр (Петровський)

- З 30 жовтня 1932 — єпископ Уманський, вікарій Київської єпархіїРПЦ
- З 25 серпня 1933 — єпископ Вінницький.
- З 1937 — архієпископ.
- З 20 травня 1937 — архієпископ Харківський. У цей час у місті Харкові залишався чинним лише один православний храм — Казанський, який відвідувало стільки людей, що причащання продовжувалося годинами.

### Арешт і загибель у в'язниці
28 липня 1938 заарештований УНКВС по Харківській області за підозрою в антибільшовицькій пропаганді та агітації, як учасник антирадянської церковної організації «іоаннітів», а також за звинуваченням у шпигунстві на користь Польщі.
17 червня 1939 засуджений до 10 років тюремного ув'язнення. Після суду перебував у в'язниці; 5 січня 1940 вирок скасовано і справу було повернуто на дорозслідування — проте звільнений не був, незважаючи на похилий вік. Перебував у корпусі для невиліковно хворих. 
Помер 24 травня 1940 в лікарні у в'язниці № 1 Харкова на 89-му році життя.
Тіло помилково відправлено з в'язниці в міський судово-медичний морг, а з'ясувавши помилку, з в'язниці надійшла вказівка повернути тіло. Однак віруючі, позначивши місце поховання особливим знаком, змогли таємно поховати його на Залютинському кладовищі Харкова. Мощі священномученика Олександра перебувають у Свято-Благовіщенському соборі Харкова.
22 червня 1993 визначенням Священного синоду Українського екзархату РПЦ прославлений як місцевошанований святий Харківської єпархії РПЦ. Архієрейським собором РПЦ в серпні 2000 причислений до інших російських святих.